# A Day to Remember
A Day to Remember (сокр. ADTR) (в переводе с англ. — "Памятный день", дословно - "День чтобы вспомнить" ) — американская пост-хардкор группа, образованная в городе Окала в 2003 году и основанная гитаристом Томом Дэнни и барабанщиком Бобби Скраггзом. Известна своим необычным звучанием, которое представляет собой смесь металкора, пост-хардкора и поп-панка. В настоящее время группа состоит из вокалиста Джереми Маккиннона, ритм-гитариста Нила Вестфолла, басиста Джошуа Вудэрда, барабанщика Алекса Шеллнатта, и гитариста Кевина Скаффа.

## История

### Ранние годы (2003—2006)
Переиграв во многих группах родной Окалы, вокалист Джереми Маккиннон (Jeremy McKinnon), гитаристы Нил Вестфолл (Neil Westfall) и Том Денни (Tom Denney), басист Джошуа Вудэрд (Joshua Woodard), и барабанщик Бобби Скраггз (Bobby Scruggs) сошлись вместе в 2003 году. Вскоре, группа отправилась на D.I.Y. тур, отыграв более 200 концертов и заработав приличные деньги. Они подписали контракт с Indianola Records, с помощью которых они и записали свой первый альбом, названный And Their Name Was Treason в мае 2005 года. Было продано около 8 тысяч копий альбомов, но участники ощущали скорый приход гораздо больших вещей.
«Мой друг сказал, что у него есть AIM адрес кого-то из Victory Records, — сказал Джош. — Я не поверил ему, но начал общаться с тем парнем. Мы ждали ответа около 6 месяцев, и однажды, когда мы играли с группой On The Last Day в окрестностях Чикаго — и этот парень из Victory собирался заснять все это дело. Мы первый раз играли в Иллинойсе, но все же около 50-60 слушателей было там, и они пели наши песни с нами, будто они были нашими фанатами всю их жизнь. Этот парень спросил нас, не хотим ли мы подписать контракт с Victory Records — так началась новая эра для A Day to Remember».

### Victory Records, судебное разбирательство с лейблом и дальнейшие события (2007 — настоящее время)
Вскоре после подписания контракта с Victory, группа с их новым барабанщиком Алексом Шеллнаттом (Alex Shellnutt) отправляется в Zing Studios чтобы записать их второй альбом, названный For Those Who Have Heart и увидевший свет в январе 2007 на Victory Records и занявший 17 место в Billboard’s Top Heatseekers chart и #43 в Top Independent Albums Chart. 24 сентября 2007 они выложили кавер на хит Kelly Clarkson «Since U Been Gone» на их страницу MySpace, а позже выпустили его на пре-релизе For Those Who Have Heart, февраля 2008 года.
A Day to Remember совершили тур по Великобритании в первый раз в январе 2008 года, и были номинированы на 2008 премии Kerrang! как лучшая иностранная группа, но проиграли Black Tide. После этого у группы был продолжительный тур совместно с Silverstein, The Devil Wears Prada, и Protest the Hero (которые вскоре покинули тур, и на замену им пришли A Static Lullaby). После этого, ADTR играли на фестивале The Bamboozle в апреле-мае 2008, а также на фестивале Download в июне и на 2008 Vans Warped Tour также в июне. Перед выступлением на фестивале Download, они отправились в тур по Соединённому Королевству вместе с The Devil Wears Prada и Alesana в The Road to Download Tour. В середине 2008 года группа также отыграла во все даты «Easycore Tour» по США вместе с New Found Glory, Four Year Strong, Crime in Stereo и International Superheroes of Hardcore.
Заново записанная и сведённая версия And Their Name Was Treason, названная Old Record, была выпущена в 28 октября 2008 года на Victory Records. В декабре этого же года, A Day to Remember совершили тур по Австралии вместе с Parkway Drive, Suicide Silence, The Acacia Strain и Confession. В этот же месяц A Day to Remember завершили запись третьего студийного альбома, названного Homesick. Он был издан 2 февраля, 2009 в Европе и 3 в США. Пластинка заняла 21 место в Billboard’s Top 200 Listings и 1 место в Top Independent Albums. После двух успешных туров по Великобритании, A Day to Remember отправляются в Европу в феврале, с поддержкой For The Fallen Dreams и Kenai.
A Day to Remember отыграли тур по США с марта по май 2009 года вместе с The Devil Wears Prada, Sky Eats Airplane и Emarosa. Незадолго до начала тура, Том Дэнни сломал запястье, и вместо него играл Kevin Skaff, тогда еще игравший в Four Letter Lie. Также они согласились играть на Warped Tour 2009, Download Festival 2009, а также посетить Европу, Азию, Австралию и Новую Зеландию в августе — сентябре, шоу в России так же ожидается, также состоится тур по Великобритании при поддержке Bring Me The Horizon. Группа записала песню для сборника Punk Goes Pop 2, вышедшего на Fearless Records, кавер версию на песню группы The Fray «Over My Head (Cable Car)».
Второго июня 2009 года, ADTR заявляют об уходе Тома Дэнни из группы. Было замечено, что Дэнни покидает группу в связи с тем, что он хочет сфокусироваться на предстоящей свадьбе, семье и собственной студии. Всё же, он будет присутствовать на записи новых альбомов. На замену ему пришёл Kevin Skaff, ранее игравший в Four Letter Lie.
«The Downfall of Us All» была издана на Warped Tour сборнике песен для игр Rock Band и Rock Band 2.
20 сентября 2010 года ADTR объявили, что их новый альбом будет называться «What Separates Me from You». Дата выхода альбома: 16 ноября 2010 года.
В 2011 году группа подала судебный иск против лейбла Victory Records, обвинив их в нарушении условий контракта. По утверждению группы, они выполнили свои обязательства перед лейблом, выпустив пять студийных альбомов, необходимых по контракту (включая концертные альбомы), однако лейбл в свою очередь заявил, что ADTR записали лишь три альбома, после чего оставили Victory. Также, как говорят участники, лейбл не выплачивал необходимые суммы группе за продажу альбомов и мерчендайза. Судебное разбирательство длилось две недели. Финальные дебаты заняли полтора дня. В конечном итоге группе удалось выиграть судебный процесс над лейблом в 2016 году. Суд присяжных вынес решение в пользу ADTR, решив, что два концертных альбома, вышедших на iTunes, можно включить в счет обещанных по контракту пяти. Ко всему прочему суд обязал лейбл выплатить группе четыре миллиона долларов невыплаченных гонораров. Авторские права на песни остались за ADTR, а за Victory Records — права на звуковые записи.
3 декабря 2012 года ADTR объявили, что 21 декабря 2012 года будет что-то относящееся к альбому Common Courtesy. В этот день был выпущен первый сингл с альбома, Violence. Ранее в этом году группа находилась в туре с Rise Against, и Джереми Маккиннон объявил фанатам, что альбом выйдет в этом году.
Официальная дата выхода нового альбома Common Courtesy — 8 октября 2013. Из-за конфликта с Victory Records альбом вышел на собственном лейбле группы ADTR Records. В этом альбоме группа сделала уклон в более поп-панковское звучание по сравнению с предыдущими работами A Day to Remember.
2 сентября 2016 года вышел очередной студийный альбом группы под названием Bad Vibrations, который группа также записала на своём лейбле.

## Участники группы
- Джереми Маккиннон (Jeremy McKinnon) — вокал
- Нил Вестфолл (Neil Westfall) — бэк-вокал, ритм-гитара
- Кевин Скафф (Kevin Skaff) — бэк-вокал, соло-гитара
- Джошуа Вудэрд (Joshua Woodard) — бас-гитара
- Алекс Шэллнатт (Alex Shelnutt) — ударные, перкуссия

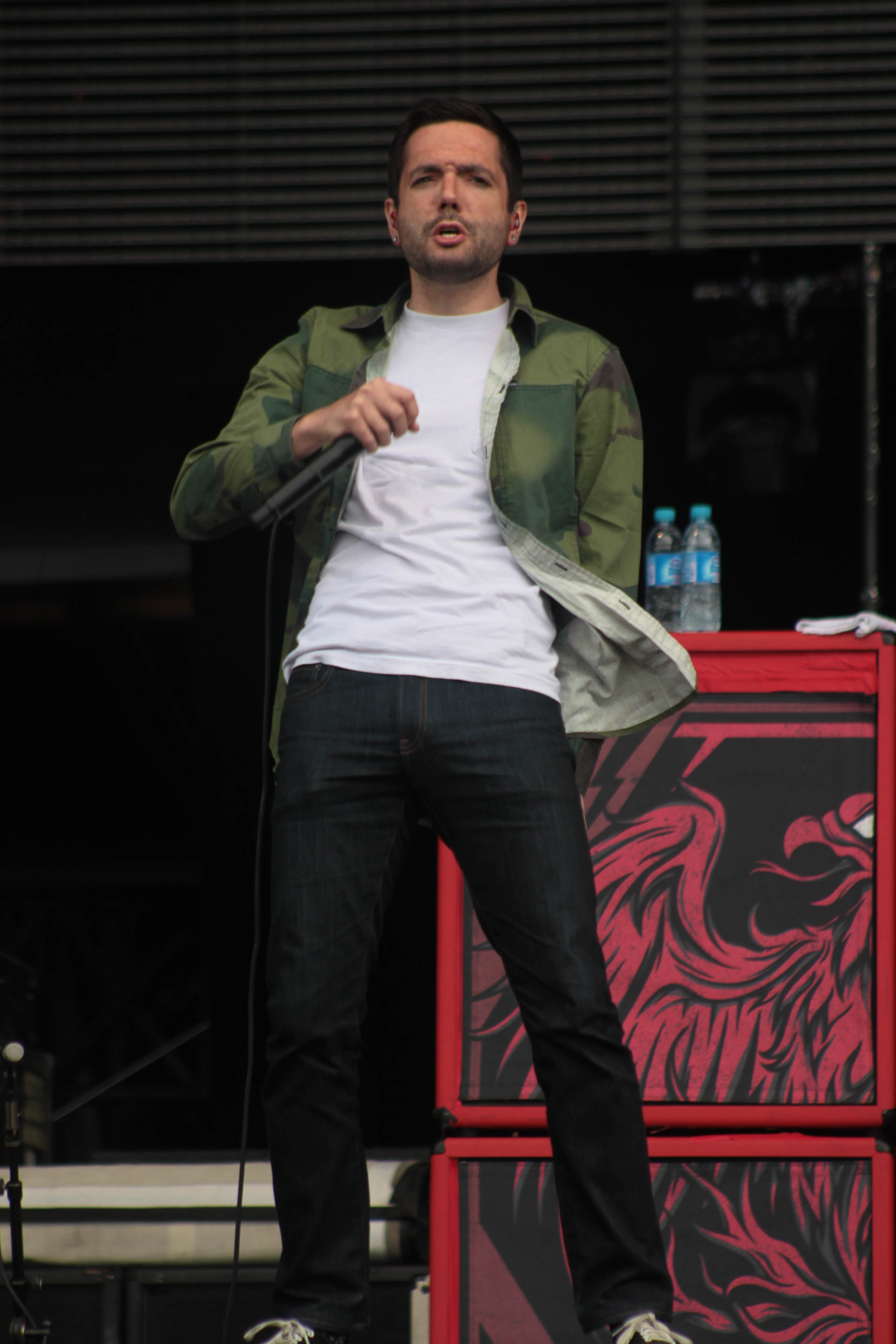
Jeremy McKinnon
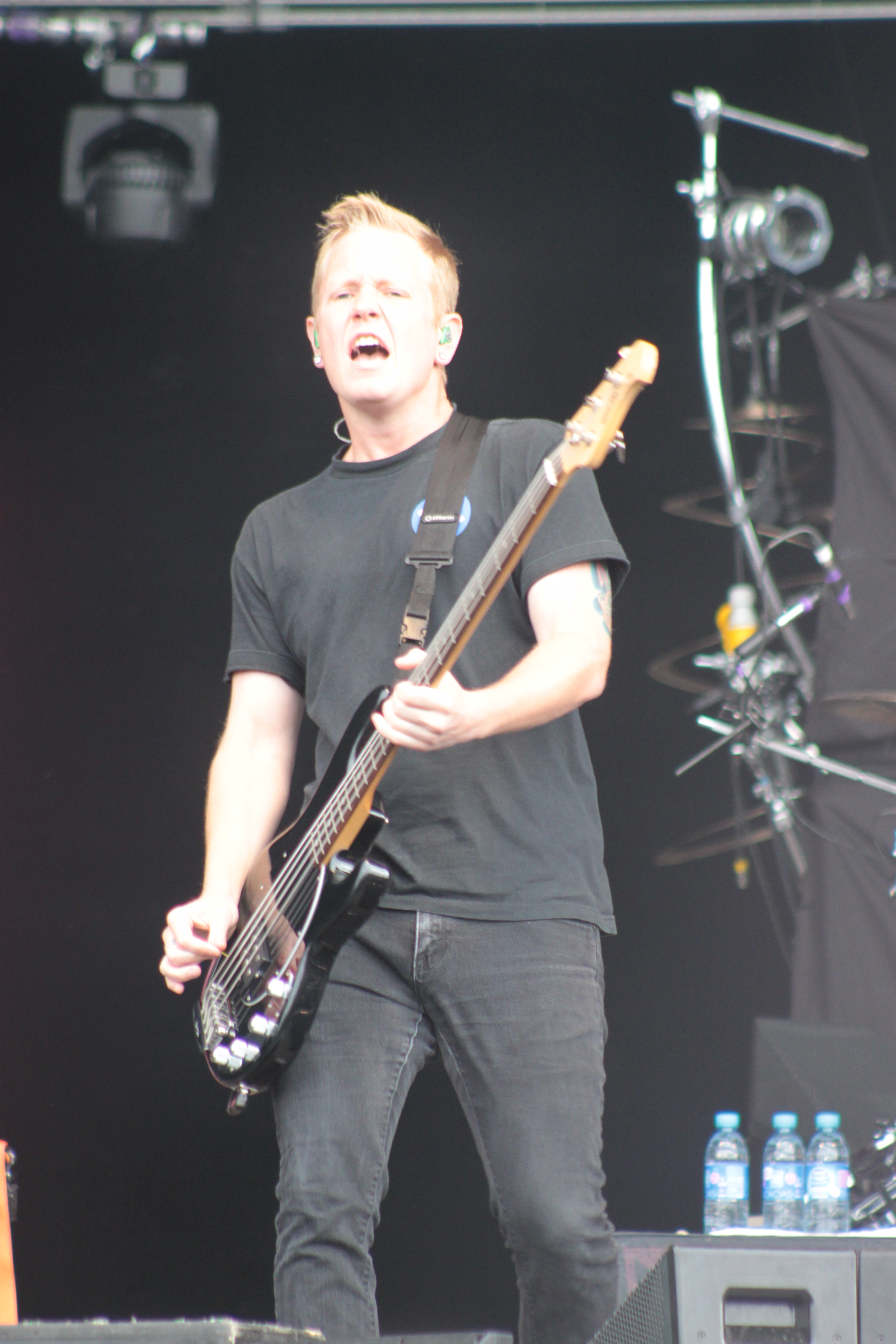
Joshua Woodard
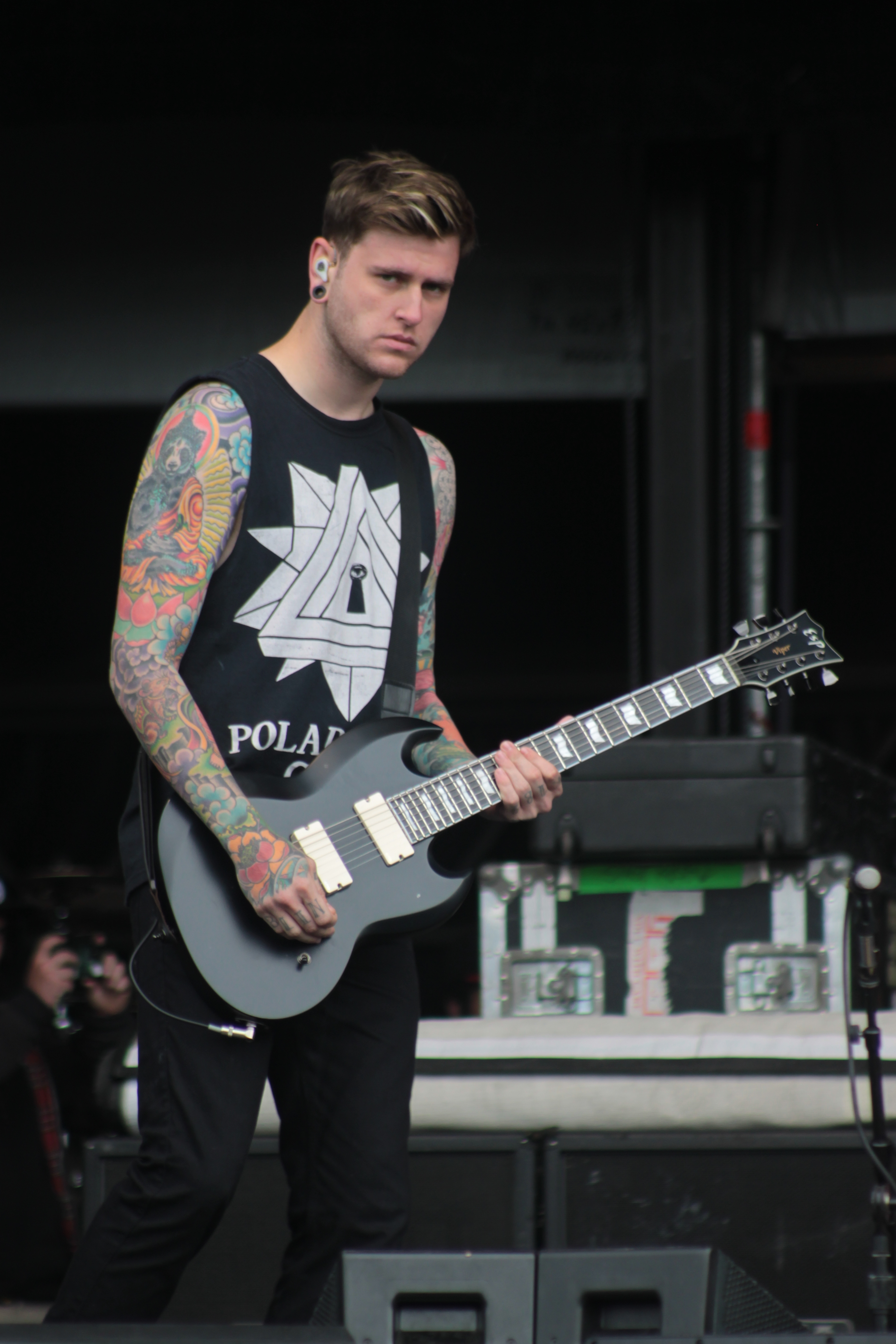
Neil Westfall
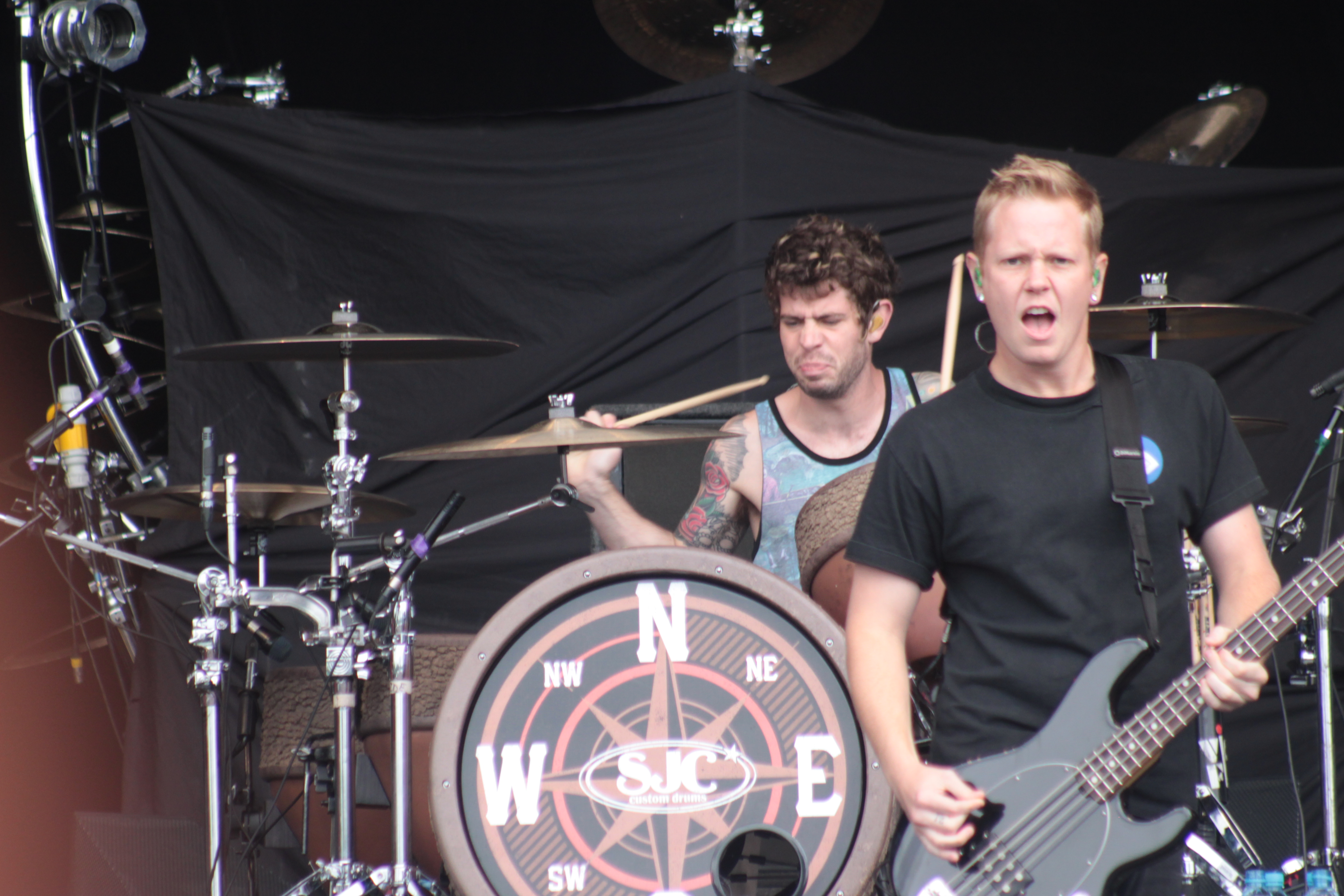
Alex Shelnutt & Joshua Woodard
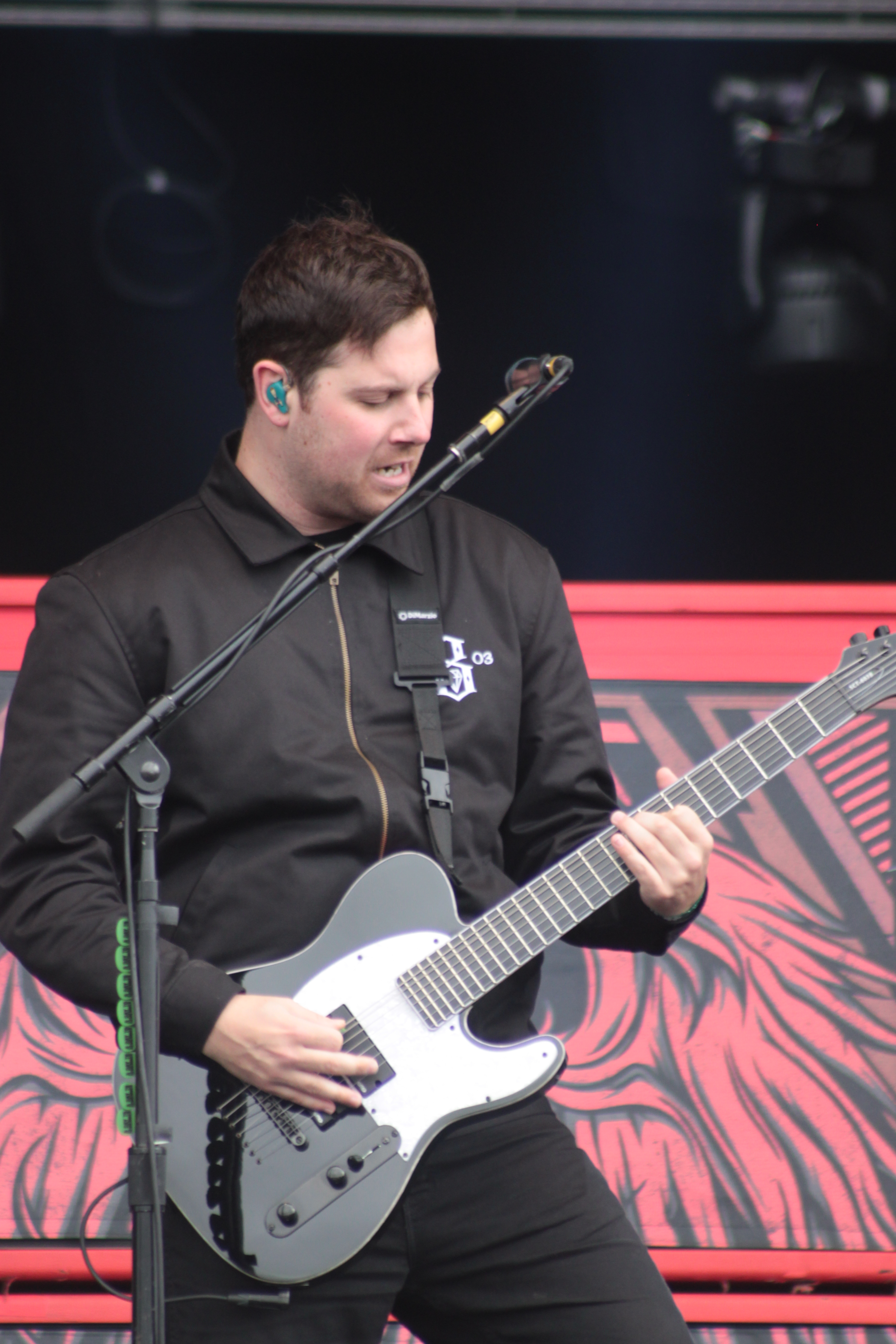
Kevin Skaff

## Бывшие участники
- Бобби Скраггз (Bobby Scruggs) — ударные (2003—2006)
- Том Дэнни (Tom Denney) — соло-гитара (2003—2009)
- Брэндон Робертс (Brandon Roberts) — ударные (2003)

## Дискография

### Альбомы
| 2005                                                           | And Their Name Was Treason | Indianola Records     | -  | -  | 16 |
| 2007                                                           | For Those Who Have Heart   | Victory Records       | -  | 43 | 17 |
| 2009                                                           | Homesick                   | Victory Records       | 21 | 1  | -  |
| 2010                                                           | What Separates Me from You | Victory Records       | 11 | 1  | -  |
| 2013                                                           | Common Courtesy            | ADTR Records          |    |    |    |
| 2016                                                           | Bad_Vibrations             | ADTR Records          |    |    |    |
| 2021                                                           | You're Welcome             | \| Fueled by Ramen \| |    |    |    |
| * = Old Record переиздание альбома And Their Name Was Treason. |                            |                       |    |    |    |
| Fueled by Ramen                                                |                            |                       |    |    |    |